# Deinotherium
Deinotherium, auch Dinotherium oder „Hauerelefant“ genannt, ist eine ausgestorbene Gattung der Rüsseltiere (Proboscidea), zu denen auch die heute lebenden Elefanten zählen. Es lebte vom Beginn des Miozän bis zum frühen Pleistozän vor 22 bis 1 Million Jahren in einem Großteil der Alten Welt und war ein sehr erfolgreicher früher Vertreter der Rüsseltiere. Vor allem spätere Formen gehörten zu den größten landlebenden Säugetieren ihrer Zeit. Charakteristisch für Deinotherium waren die nach unten gerichteten Stoßzähne des Unterkiefers und ein Aufbau des hinteren Gebisses, der es markant von späteren Rüsseltierformen abtrennt und die Gattung zu den urtümlichen Rüsseltierformen verweist. Aufgrund des Aufbaus der Backenzähne wird eine vorwiegende Ernährung von weichen Pflanzen angenommen. Anatomischen Befunden zufolge besaß auch Deinotherium einen Rüssel, dessen Länge und Aussehen bis heute Gegenstand der Diskussion sind. Ebenfalls ungeklärt ist die systematische Zuordnung von kleinen Vertretern, die teilweise als Prodeinotherium bezeichnet werden.

## Merkmale

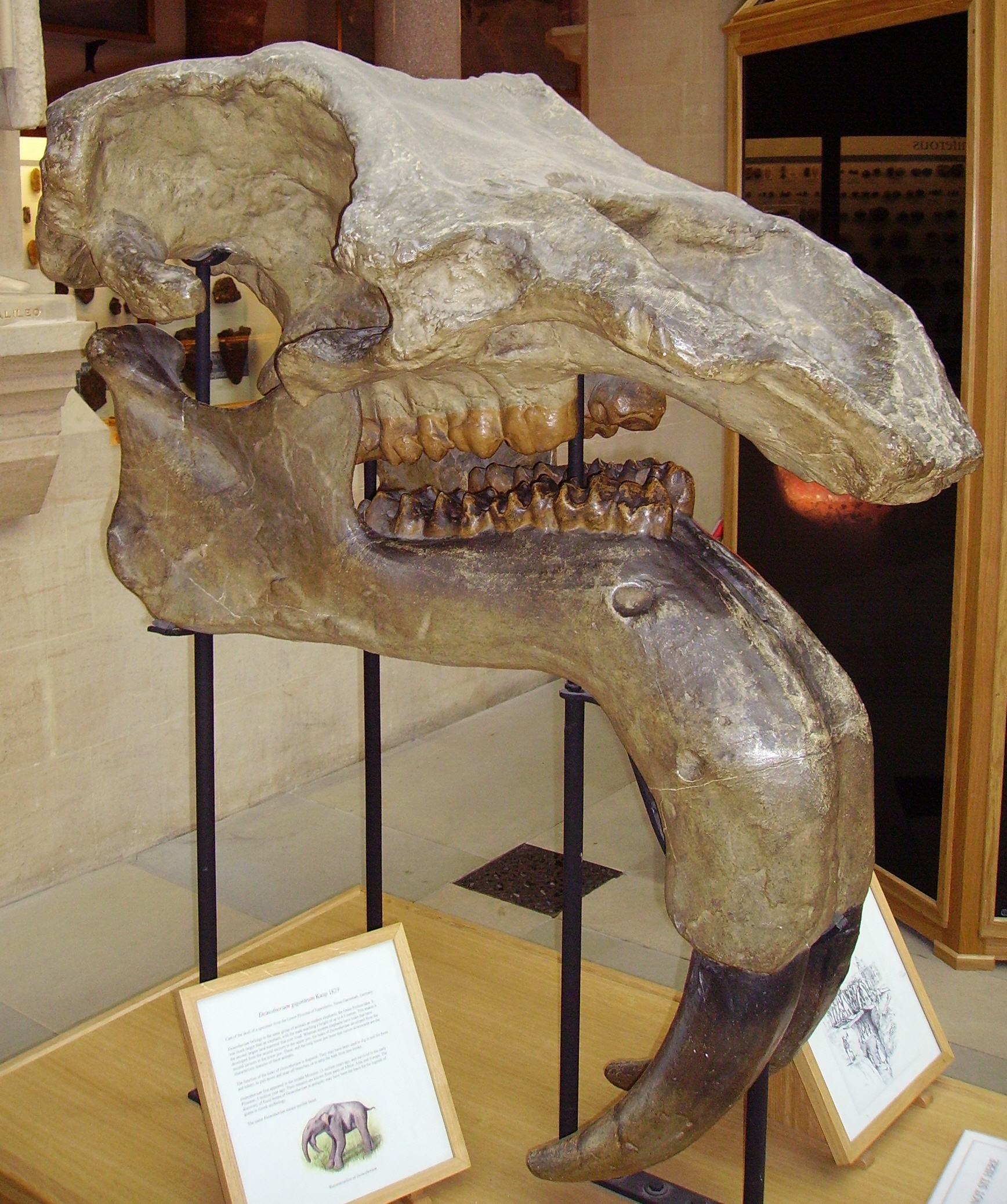
Schädel von Deinotherium

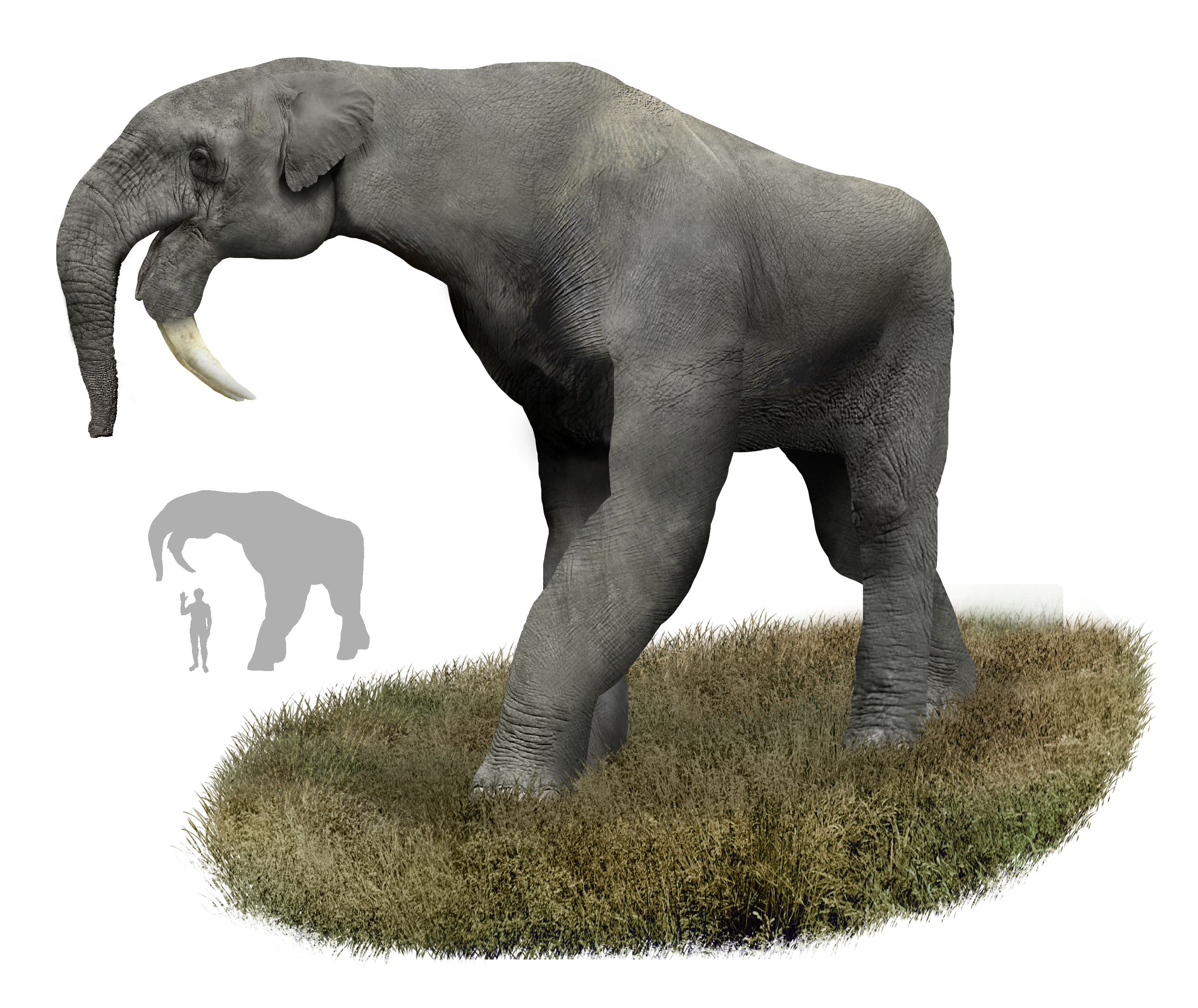
Deinotherium (künstlerische Darstellung)

Deinotherium stellte ein mittelgroßes bis sehr großes Rüsseltier dar. Während frühe Formen, die teilweise der nicht allgemein anerkannten Gattung Prodeinotherium zugewiesen werden, noch einen relativ kleinen Wuchs aufwiesen und Schulterhöhen zwischen 2 und 2,5 m erreichten, gehörten späte Vertreter der Gattung Deinotherium mit 3,6 bis teilweise über 4 m Schulterhöhe zu den größten Landsäugetieren ihrer Zeit. Dies zeigt sich auch beim Gewicht, das bei den größten Vertretern gut 14 t betrug. Insgesamt zeichnete sich dieses Rüsseltier durch einen elefantenähnlichen Skelettbau mit säulenförmigen, aber recht schlanken Gliedmaßen aus, wobei die Vorderbeine länger als die Hinterbeine waren. Sowohl die Hand- als auch die Fußknochen zeigten eine elefantenähnlich kurze und breite Form. Weiterhin war die Länge der Halswirbel noch nicht so stark reduziert, so dass Deinotherium einen im Gegensatz zu heutigen Elefanten längeren Hals aufwiesen.
Der Schädel war sehr langgestreckt und erreichte bei kleineren Arten eine Länge von 80 bis 90 cm und 120 bis 130 cm bei den großen Vertretern. Sehr ursprünglich war dabei die flache Stirn, die noch stark an die älteren Rüsseltierformen erinnerte und bei späteren Proboscidiern deutlich höher war. Dafür wiesen die Schädelknochen die für Rüsseltiere typischen luftgefüllten Räume zur Reduzierung des Gewichtes des Kopfes auf, was einen der frühesten Belege innerhalb dieser Ordnung darstellt. Bemerkenswert ist auch das weit hervorstehende Zwischenkieferbein. Der Unterkiefer war sehr massiv und langgestreckt. Er wies eine typisch nach unten gezogene Symphyse auf, an der sich auch die Alveolen für die Stoßzähne befanden.
Charakteristisch war weiterhin der Gebissaufbau, der sich allgemein durch eine Reduktion der Zahnanzahl, vor allem der Schneidezähne, dem Eckzahn und der Prämolaren je Kieferast, auszeichnete. Die Zahnformel für das Dauergebiss lautet demzufolge: {\displaystyle {\frac {0.0.2.3.}{1.0.2.3.}}}. Die einzelnen Backenzähne waren deutlich niederkronig (brachyodont) und bestanden aus mehreren scharfkantigen Leisten oder Jochen (lophodont). Diese spitzen Joche griffen beim Kauen in das „Quertal“ des gegenüberliegenden Zahnes und zerquetschten so die Nahrung. Dabei wies der erste Molar drei Leisten (trilophodont) auf, während die restlichen Zähne nur zwei besaßen (bilophodont). Der Zahnschmelz war mit teils über 5 mm besonders dick ausgebildet. Alle Zähne des Dauergebisses befanden sich zur gleichen Zeit in Funktion, das heißt Deinotherium wies noch den für die übrigen Säugetiere typischen vertikalen Zahnwechsel auf. Das unterscheidet es deutlich von den späteren Rüsseltieren und den heutigen Elefanten, die einen horizontalen Zahnwechsel besitzen, bei dem sich ein neuer Zahn erst aus der hinteren Kieferpartie herausschiebt, wenn der vordere weitgehend abgenutzt ist.
Eines der markantesten Merkmale dieses Rüsseltiervertreters waren die sich im Unterkiefer befindenden Stoßzähne, die eine abwärts gebogene Form aufwiesen, wobei die Spitzen dieser Zähne teilweise fast vertikal verliefen. Bei den größeren Arten von Deinotherium war die Krümmung aber auch deutlicher ausgeprägt und die Spitzen zeigten nach hinten. Von dieser Form der Stoßzähne leitet sich deshalb der deutsche Begriff „Hauerelefant“ ab. Die Stoßzähne wurden dabei aus dem jeweils ersten Schneidezahn gebildet. Sie erreichten eine Länge von 140 cm, wovon ein Teil aber noch in den Alveolen steckte, und waren seitlich leicht gestaucht, so dass sie einen ovalen Querschnitt hatten. Die Größe des Querschnitts variierte dadurch und lag bei großen Tieren bei 13 beziehungsweise 17 cm. Das Gewicht der einzelnen Stoßzähne betrug schätzungsweise 22 bis 24 kg. Die oberen Stoßzähne, die sowohl bei den heutigen Elefanten als auch bei zahlreichen fossilen Rüsseltierformen (Mammutiden, Gomphotherien) besonders ausgeprägt waren und sind, fehlten.

## Fossilüberlieferung

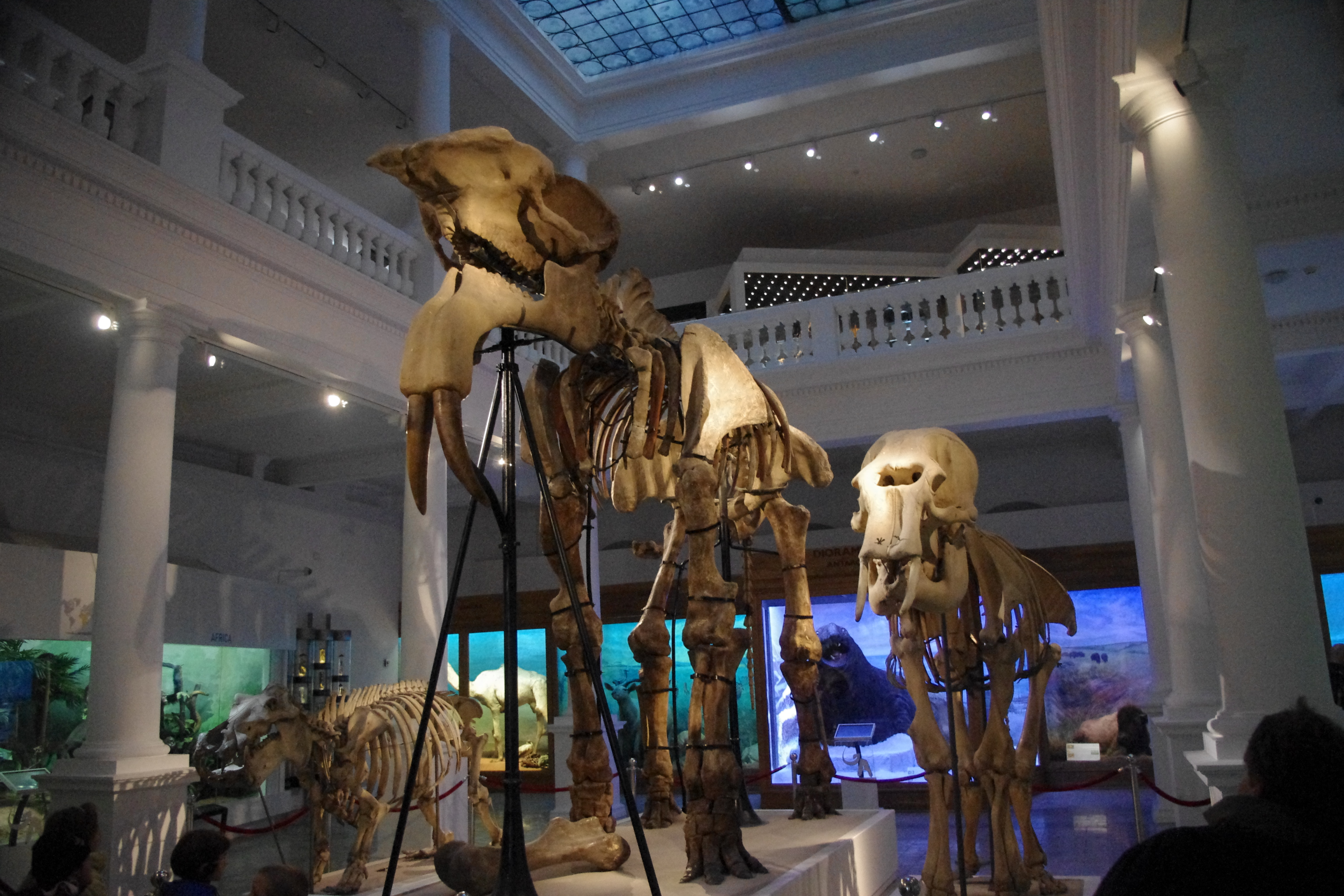
Deinotherium giganteum im Naturhistorischen Museum Antipa Bukarest (Rumänien)

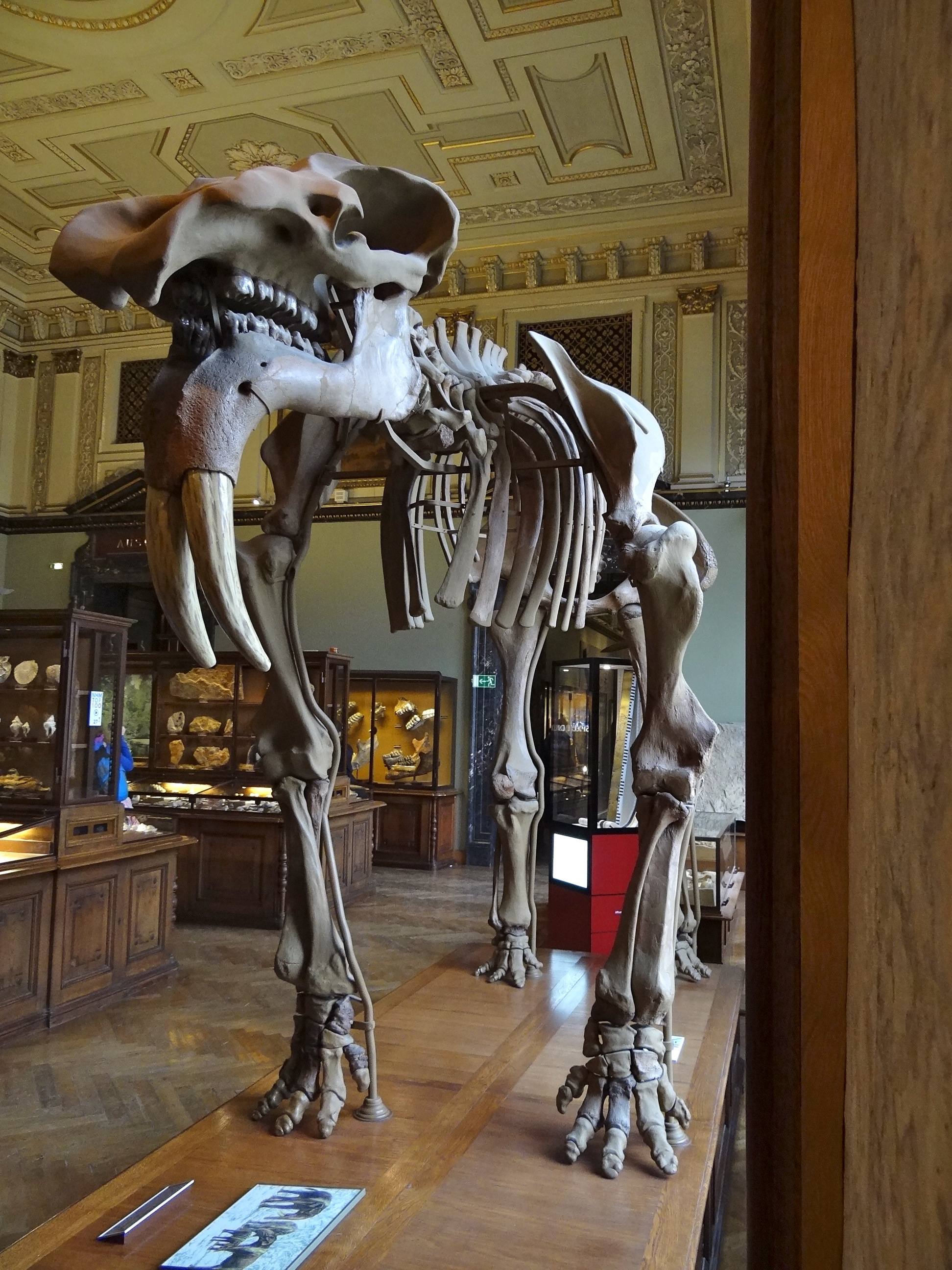
Skelettrekonstruktion von Deinotherium im Naturhistorischen Museum Wien

Fossilfunde von Deinotherium sind aus weiten Teilen der Alten Welt verstreut überliefert. Sehr häufig sind sie dabei im südöstlichen Europa zu verzeichnen, wo wenigstens 80 Fundstellen mit Resten von Deinotherium bekannt sind, davon rund 40 allein in Bulgarien. Drei Viertel aller dieser Fossillagerstätten enthielten dabei Reste von großen Vertretern. Von herausragender Bedeutung ist ein nahezu vollständiges Skelett eines sehr großen Deinotherium, welches in Eserowo nahe Plovdiv gefunden wurde und heute im Naturwissenschaftlichen Museum in Sofia ausgestellt ist. Ein relativ später Fund stammt hier aus Aksakovo nahe Varna. Ein weiteres, weitgehend vollständig erhaltenes Skelett von Deinotherium wurde in Rumänien im Jahr 1894 vom Paläontologen Grigoriu Ștefănescu in der Nähe des Ortes Mânzați im Landkreis Vaslui entdeckt und von ihm als Deinotherium gigantissimum beschrieben, ein heute ungültiger Artname. Diese Skelett befindet sich heute mit einer rekonstruierten Größe von 4,5 m im naturhistorischen Museum Grigore Antipa in Bukarest. In Griechenland sind diese Rüsseltiere noch an fast einem Dutzend Fundstellen dokumentiert, wobei auch hier solche mit Deinotherium überwiegen. Ein bei Siteia auf Kreta ausgegrabenes, nahezu vollständiges Skelett war mit einer Schulterhöhe von 4,3 m einer der größten Vertreter der Gattung Deinotherium und ist heute Teil der Ausstellung im Naturhistorischen Museum Kreta in Iraklion. In der nördlichen Schwarzmeerregion ist ein weitgehend vollständiges Skelett eines ebenfalls sehr großen Deinotherium Anfang der 1980er Jahre in Obuhovka nahe Rostov am Don (Russland) entdeckt worden. Weitere bedeutende Funde stammen aus Ungarn, Portugal, Spanien, Frankreich und Georgien.
Auch in Mitteleuropa gibt es zahlreiche Funde von Deinotherium. In Deutschland sind Reste überwiegend aus den südlichen Landesteilen bekannt und stammen entweder aus den Dinotheriensanden des Mainzer Beckens in Rheinhessen oder aus der Oberen Süßwassermolasse des Alpenvorlandes. Bisher wurden sie an mehr als 30 Fundstellen dokumentiert. Vor allem das Mainzer Becken barg eine große Anzahl an Funden. So wurden hier allein mehr als 750 Zahnfunde geborgen, was etwa 16 % des bisher weltweit bekannten Fundmaterials umfasst. Die Funde streuen aber über einen Zeitraum zwischen 17 und 6 Millionen Jahren, was den Großteil des Miozäns einnimmt. Eine der bedeutendsten Fundstellen hier ist die Sandgrube von Eppelsheim (Rheinland-Pfalz), wo sowohl große wie auch kleinere Vertreter nachgewiesen sind. Der hier 1835 entdeckte vollständige Deinotherium-Schädel hatte maßgeblichen Einfluss auf das Verständnis über diese Rüsseltiere. Ein weiterer bedeutender Platz ist Sprendlingen, ebenfalls Rheinland-Pfalz, von wo allein 109 nahezu unverwitterte Zähne stammen. Aus dem Molassebecken wiederum sind vereinzelt auch zusammengehörige Skelettelemente und Skelette entdeckt worden. Ein sehr umfassendes Skelett, das der kleinen Form Deinotherium bavaricum angehört, stammt aus Langenau bei Ulm (Baden-Württemberg) und ist heute im Staatlichen Museum für Naturkunde in Stuttgart ausgestellt. Die gleiche Art repräsentiert das Skelett von Unterzolling (Bayern). Auch in Österreich ist Deinotherium recht häufig belegt. Ein Teilskelett einer mittelgroßen Form, wohl Deinotheriumm levius, ist aus Gratkorn (Steiermark) bekannt. Das nicht ganz ausgewachsene, aber wohl geschlechtsreife Tier wog zu Lebzeiten etwa 6 t. Skelettreste mit einem gut erhaltenen Unterkiefer stammen weiterhin aus Kettlasbrunn bei Wilfersdorf (Niederösterreich). Aus der Umgebung des tschechischen Františkovy Lázně ist darüber hinaus ein gut erhaltenes Skelett des kleineren Deinotherium bavaricum überliefert.
Darüber hinaus ist Deinotherium auch aus der Türkei, der Arabischen Halbinsel und dem Indischen Subkontinent bekannt. Für letztere Region sind die Bugti-Berge im südwestlichen Pakistan von Bedeutung, die die kleinere Form Deinotherium pentapotamae aus dem Unteren Miozän erbrachte. Diese ist dann bis zu 400 km weiter östlich bis nach Dharmsala am Fuß des Himalaya im nördlichen Indien belegt, von wo aber lediglich isolierte Zähne berichtet wurden. Deinotherium indicum als ein großer Angehöriger ist von mehreren obermiozänen Fundstellen des nördlichen Indiens bekannt. Hierzu zählen das Gebiet um den Golf von Khambhat und die Siwaliks bei Haritalyangar im Bundesstaat Himachal Pradesh ebenso wie Tapar im Bundesstaat Gujarat. Die bisher östlichsten Fundpunkte liegen in Ostasien. Ein Unterkiefer aus der obermiozänen Liushu-Formation des Linxia-Beckens in der nordchinesischen Provinz Gansu wurde der mittelgroßen Form Deinotherium sinense zugewiesen. In Afrika konzentrieren sich die Funde weitgehend in den östlichen (Kenia, Tansania, Uganda, Äthiopien) und nördlichen (Tunesien, Libyen) Kontinentalbereichen. Die Funde umfassen in der Regel aber weitgehend Zähne, Schädel sind selten und stammen unter anderem aus Djebel Zelten in Libyen für die kleinere Form Deinotherium hobleyi und aus Koobi Fora für das größere Deinotherium bozasi. Afrika erbrachte die bisher ältesten Hinweise auf die Gattung, welche mit einigen Zähnen aus den Eragaleit beds bei Losodok in Kenia sowie von verschiedenen Fundstellen in Eritrea dokumentiert sind und deren Alter jeweils bei 28 bis 24 Millionen Jahren liegt, was dem Oberen Oligozän entspricht. In ihrem Aufbau weisen die Zähne Übereinstimmungen mit dem kleineren Deinotherium hobleyi auf. Ebenso wurden die bisher jüngsten Funde von Deinotherium auf dem Kontinent entdeckt. Sie kamen im östlichen Teil zum Vorschein und datieren in das Altpleistozän, zu nennen wären etwa die unteren Ablagerungseinheiten der Olduvai-Schlucht in Tansania, Uraha in Malawi und Kanjera in Kenia.

## Paläobiologie
Mangels organischer Fossilerhaltung sind weiterführende Aussagen zum Aussehen von Deinotherium schwierig. Probleme bereiten Länge und Aussehen des Rüssels. Die Form und Größe der Nasenöffnung ebenso wie die Größe des jeweils paarig auftretenden Foramen infraorbitale und des hervortretenden Nasenloches (Naris) als Ansatzstellen sprechen für das Vorhandensein eines Rüssels. Die teilweise fast horizontale Lage des Zwischenkieferbeines auf der Oberseite des Schädels widerlegt aber konstruktionsmorphologisch, dass dieser nur als Muskelschlauch vorhandene Rüssel die Länge jener der heutigen Elefanten erreichte. Deshalb wurde schon relativ früh ein solcher elefantenartiger Rüssel angezweifelt. Einige Forscher rekonstruieren aus diesem Grund einen eher tapirartigen kurzen Rüssel. Da allerdings vor allem späte Vertreter von Deinotherium sehr groß waren und einen, wenn auch gegenüber heutigen Elefanten längeren, vergleichsweise aber dennoch kurzen Hals besaßen, muss der Rüssel zumindest so lang gewesen sein, dass die Tiere bei Senkung des Kopfes das dringend benötigte Trinkwasser erreichen konnten. Weiterhin wird aufgrund der Struktur der Symphyse des Unterkiefers angenommen, dass Deinotherium eine besonders stark ausgeprägte untere Lippe besaßen.
Sowohl der Körperbau, vor allem die langen schlanken Beine und der bedingt durch den etwas längeren Hals mobilere Kopf, als auch die Gebissstruktur zeichnen Deinotherium als Bewohner von Wäldern und Auenwäldern aus. Besonders die niedrige Kronenhöhe der Zähne und deren Aufbau aus spitzen gratartigen Querleisten mit deutlich eingetieften Tälern dazwischen sind typisch für Tiere, die weiche Pflanzennahrung bevorzugen, welche sie im Gebiss lediglich zerquetschen. Als Nahrungsressource standen ihnen somit Blätter, Zweige und Rinde zur Verfügung (browsing). Isotopenuntersuchungen am Zahnschmelz bestätigten diese Annahme. Die späten Arten von Deinotherium lebten möglicherweise aufgrund klimatischer Abkühlung auch in offeneren Gebieten oder in Parklandschaften, was auch ihre enorme Größenzunahme erklären würde.
Lange Zeit wurde über die Funktion der nach unten gebogenen Stoßzähne diskutiert. Ursprünglich ging man von einer semi-aquatischen Lebensweise aus. Die Stoßzähne sollten dabei als Grabwerkzeuge in sumpfigen Wäldern dienen. Bei der Größe der Tiere und dem im Verhältnis dazu kurzen Hals, müsste deshalb eine kniende Stellung angenommen werden. Wahrscheinlich hatten die Stoßzähne eine Funktion in der Nahrungsaufnahme. Als Blattfresser bevorzugten sie Büsche und Baumkronen als Nahrungsquellen. Vermutlich wurden mit den Stoßzähnen Zweige und Äste herangezogen oder festgehalten und diese dann mit dem Rüssel abgebrochen und verzehrt. Weiterhin zeigen sich an einigen Stoßzähnen Abnutzungsspuren oder gar Beschädigungen. Diese Abnutzung kann auf das Schälen von Baumrinde zurückgeführt werden, während die Beschädigungen wohl mit dem Spalten oder Entwurzeln von Bäumen in Verbindung stehen, ähnlich wie es bei heutigen Elefanten der Fall ist. Ein Einsetzen der Stoßzähne im Sexual- oder Dominanzkampf kann aber aufgrund der Form ausgeschlossen werden.

## Systematik
Deinotherium stellt eine Gattung innerhalb der Ordnung der Rüsseltiere (Proboscidea), innerhalb dieser wird es zur Familie der Deinotheriidae gestellt. Diese Familie umfasst einen sehr frühen Abzweig im Stammbaum der Rüsseltiere, der bereits im Oligozän vor rund 30 Millionen Jahren entstand. Dies zeigt vor allem der vertikale Zahnwechsel, ein Merkmal, welches sie in die früheste Radiationsphase der Rüsseltiere stellt. Dabei ist ungeklärt, ob Deinotherium in die ursprünglichste Gruppe, den Plesielephantiformes mit zwei Zahnschmelzleisten auf den ersten beiden Molaren (bilophodont), oder zu den weiter entwickelten Elefantiformes mit drei oder vier Leisten (tri- oder tetralophodont) einzugliedern ist. Deinotherium besaß einen trilophodonten ersten Molar, während die beiden hintersten Backenzähne bilophodont waren. Das urtümlichere Chilgatherium, das ebenfalls zu den Deinotherien zählt, wies auf allen drei hinteren Mahlzähnen jeweils drei Leisten auf. Möglicherweise ist dadurch der bilophodonte zweite Molar von Deinotherium kein ursprüngliches, sondern ein abgeleitetes Merkmal, was eine Stellung innerhalb der Elephantiformes unterstützen würde.
Bisher wurden etwa 30 Arten beschrieben, von denen die meisten aber nicht gültig sind, da sie Synonyme bereits vorher benannte Vertreter darstellen. Die Validität der bestehenden Arten wird häufig diskutiert, folgende werden in der Literatur häufig als gültig angesehen (aufgeschlüsselt nach Regionen):
- Europäische Arten:

- D. giganteum Kaup, 1829
- D. levius Jourdan, 1861
- D. proavum Eichwald, 1835
- D. (Prodeinotherium) bavaricum von Meyer, 1831
- D. (Prodeinotherium) cuvieri Kaup, 1832

- Afrikanische Arten:

- D. bozasi Arambourg, 1947
- D. (Prodeinotherium) hobleyi Andrews, 1911

- Asiatische Arten:

- D. indicum Falconer, 1868
- D. (Prodeinotherium) pentapotamiae Falconer, 1868
- D. (Prodeinotherium) sinense (Qiu, Wang, Li, Deng & Sun, 2007)

Vor allem in Europa wurden im Laufe der Forschungsgeschichte zahlreiche Synonymarten aufgestellt, die teilweise der starken Variation der Körpergröße von Deinotherium geschuldet waren. So bezeichneten unter anderem D. gigantissimum und D. thraceiensis jeweils gegenüber D. giganteum größere Individuen, die aber nach Meinung einiger Forscher zu wenige abweichende Merkmale besaßen, um eigenständige Arten zu repräsentieren. Gleiches gilt für kleinere Formen wie zum Beispiel D. intermedium oder D. levius. Untersuchungen an Zähnen aus dem gesamten Fundgebiet der Gattung, die zu Beginn des 21. Jahrhunderts durchgeführt wurden, ergaben für Europa wenigstens fünf Arten, die zeitlich mehr oder weniger aufeinander folgten und kontinuierlich an Größe zunahmen. So stellt D. levius eine mittelgroße Form des Mittleren Miozäns dar, während D. giganteum als große Art in das ausgehende Miozän gehört. D. proavum wiederum repräsentiert die größten und spätesten Vertreter, die aufgestellten Taxa D. gigantissimum und D. thraceiensis sind als synonym zu diesem zu betrachten. Allerdings besteht keine Einigkeit, ob D. proavum oder D. gigantissimum bevorzugt werden sollte, da aber die Benennung von D. proavum zeitlich vordatiert, auch wenn Eichwald einen vermeintlichen Tapir beschrieb, ist dieser Name als der gültige anzusehen. Die Untersuchungen ergaben weiterhin, dass das riesenhafte D. indicum aufgrund von Vergleichen mit Fundmaterial aus Mittelasien nur wenige unterschiedliche Zahnmerkmale zu D. proavum besitzt und demzufolge konspezifisch wäre. Das Gleiche würde auch für den afrikanischen Vertreter D. bozasi gelten. Durch diesen Ansatz ist es derzeit unklar, ob jeweils zwei Arten von Deinotherium zeitgleich lebten, wozu weitere Analysen durchgeführt werden müssen. Eine 2007 in China entdeckte Art, zeigt in ihrer Größe eine intermediäre Stellung zwischen den kleinen und den großen Arten von Deinotherium, wurde aber in den erwähnten Untersuchungen nicht berücksichtigt.
Gegenüber Deinotherium ist die taxonomische Eigenständigkeit von Prodeinotherium eine häufig geführte Diskussion unter Experten. So besteht der Unterschied beider Formen überwiegend in der Größe der Tiere, der Ausprägung des dritten Prämolaren, der Form des Schädeldaches und dem Aufbau des Hinterhauptsbeines. Einigen Forschern erscheinen diese Unterschiede zur Bildung zweier eigenständiger Gattungen als zu gering, weswegen I. Gräf 1957 Prodeinotherium aus Prioritätsgründen mit Deinotherium gleichsetzte. Zwar wurde 1973 die Zuordnung Prodeinotherium wieder eingeführt, doch herrscht bisher keine Einigung über die systematische Stellung dieser Gattung. Dabei kann die Klärung des bisher noch unbekannten Ursprungs der großen Formen von Deinotherium, ob separat wieder in Afrika entstanden oder kontinuierlich aus den kleineren Formen hervorgegangen, zur Lösung der Frage zur Eigenständigkeit beider Gattungen beitragen.

## Stammesgeschichte
Die Stammesgeschichte von Deinotherium ist durch eine ständige Zunahme der Körpergröße gekennzeichnet, welche bis zuletzt anhielt. Die erste kleineren und manchmal als Prodeinotherium angesprochenen Vertreter traten bereits im frühen Miozän vor knapp 22 Millionen Jahren auf. Der früheste Nachweis stammt aus Kenia (Ostafrika). Vor mehr als 18 Millionen Jahren emigrierte Deinotherium durch die Entstehung der Landbrücken von Afrika nach Eurasien (Proboscidean datum event: erste Auswanderung der Rüsseltiere aus Afrika) und erreichte dabei auch den Indischen Subkontinent. Die Besiedlung Europas fand dabei zeitlich etwas später versetzt zur Einwanderung der Gomphotherien statt. Frühe Funde von großen Vertretern von Deinotherium stammen aus dem mittleren Miozän vor 15 Millionen Jahren aus Frankreich, in Afrika sind die ältesten Funde großer Tiere rund 12 Millionen Jahre alt und wurden ebenfalls aus Kenia berichtet. Deinotherium war über alle drei Kontinente der Alten Welt verbreitet, im Gegensatz zu anderen Rüsseltieren jener Zeit erreichte es nie Amerika.
Während die kleinen Deinotherium-Arten bereits vor zehn Millionen Jahren verschwunden waren, überlebten die großen Vertreter in Asien bis ins späte Miozän vor sieben Millionen Jahren, wohingegen es in Europa erst im späten Pliozän ausstarb. Das Aussterben von Deinotherium wird mit der Klimaverschlechterung am Übergang vom Pliozän zum Pleistozän in Verbindung gebracht. Durch stärkere Saisonalisierung des Klimas und der Ausbreitung von Steppen wurde diesen Rüsseltieren möglicherweise die Nahrungsgrundlage entzogen. In Afrika lebte sie noch bis zum frühen Pleistozän vor einer Million Jahren.

## Forschungsgeschichte

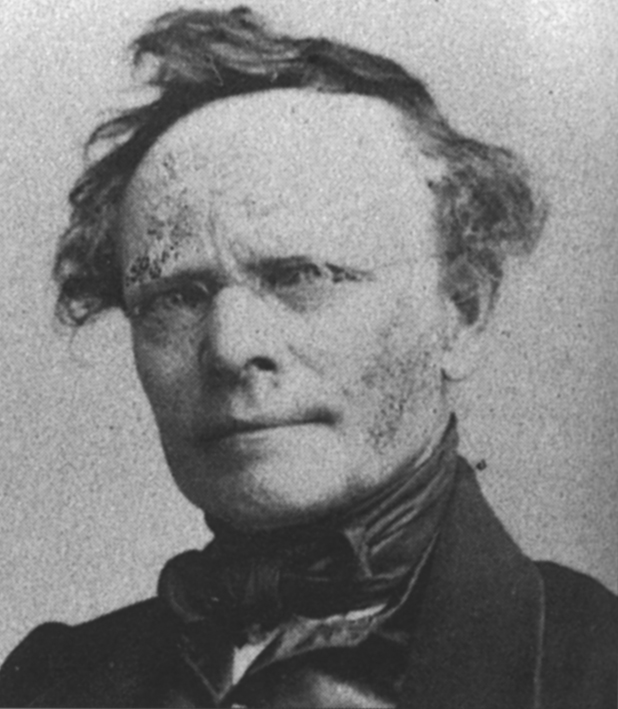
Johann Jakob Kaup (1803–1873)

Die ersten Funde von Deinotherium wurden wohl schon Anfang des 17. Jahrhunderts nahe Lyon (Frankreich) gemacht und später ins Muséum national d’histoire naturelle in Paris gebracht. Dort begutachtete sie 1715 der französische Naturforscher René-Antoine Ferchault de Réaumur (1683–1757), der sie aber keiner ihm bekannten Tierart zuweisen konnte. Der französische Wirbeltierpaläontologe Georges Cuvier glaubte anfangs die Überreste eines Riesentapirs vor sich zu haben, als ihm im frühen 19. Jahrhundert Funde von riesigen Backenzähnen vorgelegt wurden. Auf dieser Auffassung fußte auch der 1822 von ihm eingeführte Name Tapirus gigantesque. Johann Jakob Kaup vom Großherzoglichen Museum in Darmstadt rekonstruierte 1829 als erster einen Unterkiefer mit Stoßzähnen und gab der neuen Gattung den Namen Deinotherium. Dass die Stoßzähne beim lebenden Tier nicht nach oben, sondern wie Hauer nach unten gebogen waren, wurde Kaup erst nach der Auffindung des Schädels von Eppelsheim klar. Der Name Deinotherium setzt sich aus den griechischen Wörtern δεινός (deinos, Schrecken) und θηρίον (thērion, Tier) zusammen, während dino die latinisierte Version von deinos darstellt.
Für die kleinere und stammesgeschichtlich teils ältere Form wurde ursprünglich von J. Éhik 1930 das Taxon Prodinotherium anhand von Funden aus Kotyháza und Királd (beide Ungarn) etabliert, die Originalfunde sind aber zerstört. Die Bezeichnung Prodeinotherium wurde erstmals 1973 von J. M. Harris verwendet.